# Auguste Trémont
Pour les articles homonymes, voir Trémont.
Auguste Trémont, né à Luxembourg le 31 décembre 1892 et mort dans la même ville le 23 octobre 1980, est un peintre et sculpteur luxembourgeois.

## Biographie
Auguste Nicolas Trémont s'est formé à l'École nationale des arts décoratifs de Paris, à partir de 1909, puis, après la Première Guerre mondiale, à l'École des Beaux Arts.
À la fin de la Première Guerre mondiale, il travaille aux aciéries de Dudelange, ce qui lui donne l'occasion d'observer et de dessiner les ouvriers métallurgistes à leur poste. De retour à Paris, il visite le Jardin des plantes et sa ménagerie ; il y trouve sa vocation d'artiste animalier.
Ses premières œuvres relèvent du dessin et de la peinture ; c'est comme peintre qu'il reçoit en 1918 le prix Grand-Duc Adolphe. Il peint des portraits et des vues de Paris. Vers 1924, il s'essaie à la sculpture, principalement la sculpture animalière. Il vit à Paris, mais, reconnu dans son pays, il bénéficie de commandes publiques importantes.

## Œuvres

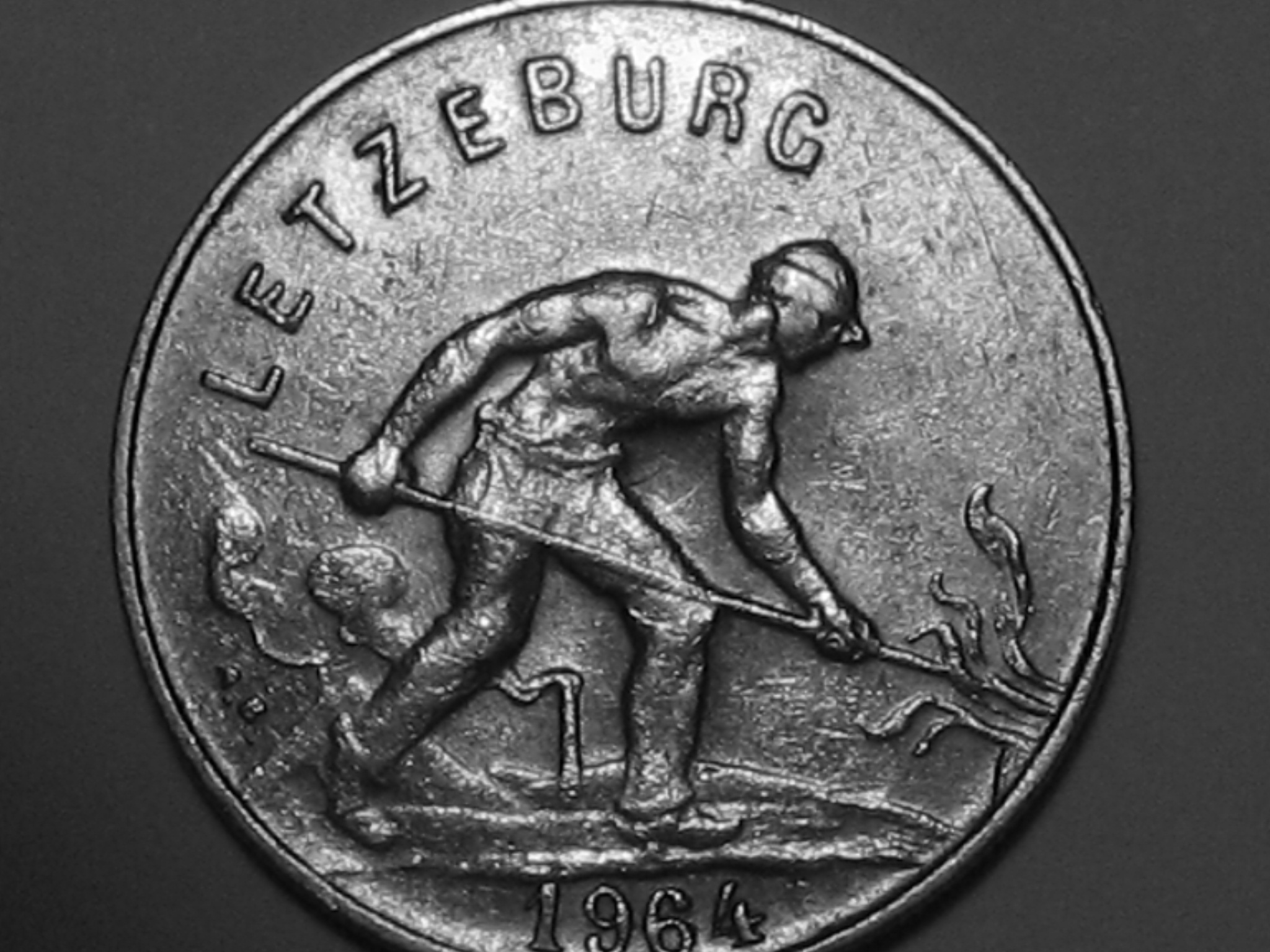
Revers d'une pièce de 1 franc au type du Feierstëppeler (1964).

- Dessin des pièces de 1 et 2 francs luxembourgeois : motif de l'ouvrier des aciéries (Feierstëppeler), qui a été utilisé de 1924 à 1991[1] (1924).
- Deux statues de lion placées de part et d'autre de l'escalier d'accès à l'hôtel de ville de Luxembourg.
- Ouvriers mineurs pour le pavillon luxembourgeois de l'Exposition universelle de Bruxelles (1935).
- Scènes religieuses pour la cathédrale Notre-Dame de Luxembourg (1936).
- Biche pour le pavillon luxembourgeois de l'Exposition universelle de Paris (1937).
- Madone pour le portail occidental de la cathédrale Notre-Dame de Luxembourg (1953).
- Monument aux morts de Differdange.

## Distinctions
- Prix Grand-Duc Adolphe (1918).